# Ceraegidion horrens
Ceraegidion horrens là một loài bọ cánh cứng trong họ Cerambycidae.